# Smrk korejský
Smrk korejský (Picea koraiensis) je druh jehličnatého stromu původem z východní Asie.

## Popis
Jedná se o strom, který dorůstá až 30 m výšky a průměru kmene až 80 cm. Borka je šedohnědá až červenohnědá, u starších exemplářů rozpraskaná do šupin. Větvičky mají žlutou, žlutohnědou až rezavě hnědou barvu, později jsou až šedohnědé, lysé až pýřité. Jehlice jsou na průřezu čtverhranné, asi 1,2–2,2 cm dlouhé a asi 1,5–1,8 mm široké, na vrcholu špičaté. Samičí šišky jsou zpočátku zelené, za zralosti pak nažloutle hnědé až hnědé, asi 5–8 cm dlouhé a asi 2,5–3,5 cm široké. Šupiny samičích šišek jsou za zralosti obvejčité až obvejčitě podlouhlé, asi 15–19 mm dlouhé a asi 12–15 mm široké, horní okraj zaokrouhlený až uťatý, celokrajný nebo drobně zoubkovaný. Semena jsou křídlatá, křídla jsou asi 9–12 mm dlouhá.

## Rozšíření
Smrk korejský se přirozeně vyskytuje v severovýchodní Číně (Chej-lung-ťiang, Ťi-lin, Liao-ning), dále se vyskytuje v Severní Koreji a vzácně přesahuje až k řece Ussuri do Ruska. Jsou rozlišovány 2 variety, var. pungsanensis má jemně zoubkatý vrchol šupin samičích šišek a je endemická v Severní Koreji. Je vedena jako ohrožený taxon. Jinde se vyskytuje var. koraiensis s celokrajným okrajem šupin..

## Ekologie
Vytváří smíšené lesy, v severovýchodní Číně roste často společně se smrkem ajanským (Picea jezoensis), borovicí korejskou (Pinus koraiensis) a jedlí mandžuskou (Abies nephrolepis) a příměsemi dalších listnáčů.

## Využití
Pěstován pro kvalitní dřevo a lokálně i jako okrasný. Ve střední Evropě ho potkáme jen výjimečně v arboretech, např. v Průhonicích